# Opactwo Morimond
Opactwo Morimond (fr. Abbaye de Morimond) – położone dawniej we Fresnoy-en-Bassigny, obecnie Parnoy-en-Bassigny, w departamencie Górna Marna, w regionie Szampania-Ardeny we Francji.
Opactwo to należało do zakonu cystersów i było czwartą wielką filią opactwa w Cîteaux, po filiach w La Ferté, Pontigny i Clairvaux.

## Historia
Opactwo w Morimond, położone niedaleko Langres, zostało ufundowane w 1115 przez Odelryka d’Aigremont i jego żonę Adelinę de Choiseul jako filia Citeaux. Pierwszym opatem, zwanym „filarem cystersów”, był Arnold Germanicus. Wskutek jego działań i wpływów opactwo szybko zyskiwało na znaczeniu i zakładało kolejne klasztory w Niemczech, Polsce: Jędrzejów (1140), Sulejów (1176), Wąchock (1179), Koprzywnica (1185), Czechach, Hiszpanii i na Cyprze. Najbardziej znane filie tego opactwa to Kamp (1123) i Ebrach (1126) w Niemczech; Heiligenkreuz w Austrii (1134); Aiguebelle we Francji (1137), W ciągu dwóch następnych wieków opactwo Morimond należało do najaktywniejszych pod względem założycielskim klasztorów cysterskich, tak, że do końca XVIII wieku założyło prawie 700 filii.
Nazwa Morimond pochodzi od łacińskiego „mori mundo”, oznaczające „umrzeć dla świata”, ponieważ wszyscy wstępujący do cysterskich klasztorów w XII wieku wyrzekali się świata.
Przez mury opactwa przewinęło się wiele osób, najbardziej znani to późniejszy trzeci papież awinioński Benedykt XII oraz późniejszy niemiecki biskup i kronikarz, opat klasztoru Otton z Fryzyngi (syn władcy Austrii Leopolda III).
Kościół klasztorny był zbudowany na planie krzyża, bez wież, z zamkniętym chórem i trzema nawami bocznymi, do boków których przylegały kaplice. Wystrój kościoła miał charakter surowy, prawie bez ozdób, zgodnie z cysterskimi zasadami budowy klasztorów. Mimo położenia w terenie bagnistym, założenie klasztorne miało bardzo dobrze rozwinięty system regulacji wodnych. W 1572, podczas wojen religijnych (patrz Noc św. Bartłomieja), i później w 1636 w trakcie wojny trzydziestoletniej, klasztor został poważnie zniszczony. Ostatecznie opuszczony w 1791 w trakcie wielkiej rewolucji francuskiej. Przetrwał tylko kościół, ale i on popadł w ruinę w XIX wieku.

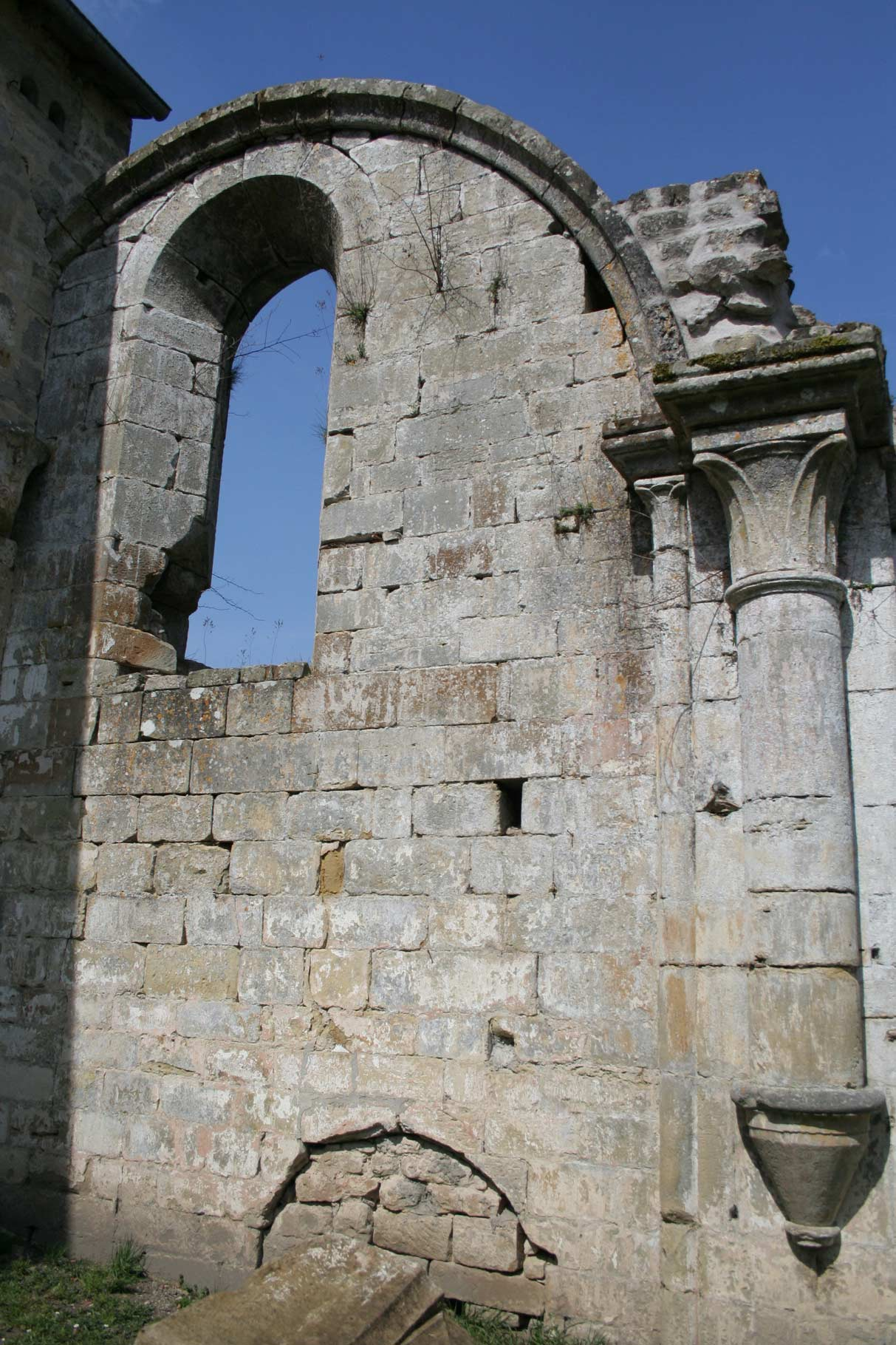
Pozostałości kościoła klasztornego

## Pozostałości
Obecnie z kościoła pozostał tylko fragment północnej nawy, a z założenia klasztornego zobaczyć można pozostałości z biblioteki, arkad, oraz XVII w. bramy.